# Clostridium tetani
Clostridium tetani (starinsko Plectridium tetani) je vrsta klostridijev, katerih toksin povzroča tetanus. Gre za paličaste anaerobne grampozitivne bakterije. Po barvanju po Gramu imajo pod mikroskopom obliko teniškega loparja oziroma palic za bobne.

## Zgodovina
Tetanus (mrtvični krč) so ljudje poznali že zdavnaj; opisi bolezni segajo v 5. st. pr. n. št. Leta 1884 sta Carle in Rattone prva umetno povzročila tetanus pri živali, ki sta ji vbrizgala gnoj bolnika, ki je umrl za tetanusom. Istega leta je Arthur Nicolaier povzročil pojav bolezni pri živali, potem ko ji je brizgal vzorec prsti. Leta 1889 je Kitasato Shibasaburo osamil bakterijo iz človeškega organizma in dokazal, da povzroči bolezen, če se injicira v žival; opisal je tudi možnost nevtralizacije toksina s specifičnimi protitelesi. Nocard je leta 1897 dokazal zaščitni učinek pasivnega vnosa antitoksina; pasivna imunizacija se je za zdravljenje in preprečevanje tetanusa pri ljudeh začela uporabljati med 1. svetovno vojno. V zgodnjih 20-ih letih 20. stoletja je Ramon razvil metodo inaktivacije tetanusnega toksina s formaldehidom, kar je vodilo do razvoja cepiva s tetanusnim toksoidom. Le-tega je izumil Descombey leta 1924. Široko se je to cepivo začelo uporabljati med drugo svetovno vojno.

## Značilnosti
Clostridium tetani je po grampozitiven, anaeroben bacil, ki tvori spore. Spore so zelo odporne proti razkužilom in vročini, uniči pa jih sterilizacija v avtoklavu (15 minut pri 121 °C). C. tetani je lahko normalno prisoten v blatu človeka in rastlinojedih živali, spore pa lahko najdemo tudi na človeški koži ali v heroinu. Spore dajejo bakterijam C. tetani značilno obliko, opazno pod mikroskopom. Z blatom pridejo spore v zemljo in prah, kjer lahko preživijo več let. Po onesnaženju rane s sporami C. tetani pride v anaerobnih razmerah (z malo kisika) do germinacije spor in nastanka vegetativne oblike bacila in bacil začne tvoriti dva toksina: tetanolizin in tetanospazmin. Vloga tetanolizina pri nastanku tetanusa ni znana, tetanospazmin pa je nevrotoksin, ki prizadene osrednje živčevje in povzroči za tetanus značilno tonično spastičnost in krče.

## Imunost
Za razliko od drugih bolezni zaradi delovanja bakterijskih toksinov, na primer davice, okrevanje po bolezni ne prinese tudi imunosti pred novo okužbo v prihodnosti. Tudi smrtni odmerek (ta je ocenjen na okoli 2,5 nanograma na kilogram telesne teže) ne povzroči dovoljšnjega imunskega odziva, da bi zagotovil imunost.

## Cepljenje
Pred tetanusom obstaja aktivna zaščita – cepljenje s kemično inaktiviranim toksinom, toksoidom tetanusa, ki sproži nastanek nevtralizirajočih protiteles. Cepivo se uporablja že od druge svetovne vojne. Je varno in visoko imunogeno ter zagotavlja skoraj 100% zaščito po prejemu treh odmerkov. En odmerek tetanusnega toksoida ne zagotavlja zaščite proti tetanusu, po drugem odmerku se po dveh do štirih tednih doseže zaščitna raven antitoksina, ki traja do dvanajst mesecev. Tretji odmerek sproži obilno proizvodnjo protiteles in zagotavlja zaščitno raven antitoksina za najmanj pet let. Po  četrtem odmerku traja imunost 10 let, po petem odmerku pa najmanj 20 let. Aktivno zaščito kot cepljenje pred izpostavljenostjo bakteriji prejmejo v Sloveniji vsi posamezniki v okvirju obveznega cepljenja. Po izpostavljenosti prejmejo cepivo posamezniki, pri katerih je prišlo do poškodbe kože in ki še niso prejeli primarnega cepljenja oziroma je od zadnjega poživitvenega odmerka cepiva preteklo 10 ali več let. Pasivna zaščita s tetanusnim imunoglobulinom je priporočljiva za bolnike, ki so se okužili z bakterijo. Tetanusni imunoglobulin pomaga odstraniti še nevezani toksin, medtem ko na tetanospazmin, vezan na živčne končiče, nima učinka. Tetanusov imunoglobulin je pridobljen na živalih ali iz človeške krvi. Omogoča kratkotrajno zaščito (2 do 4 tedne). Lahko se uporabi hkrati s cepljenjem s tetanusnim toksinom kot zaščita, če je izpostavljena oseba z umazano rano v preteklosti prejela manj kot 3 odmerke cepiva oziroma če podatki o cepljenju niso na voljo.